# Widukind
Se även Widukind av Corvey

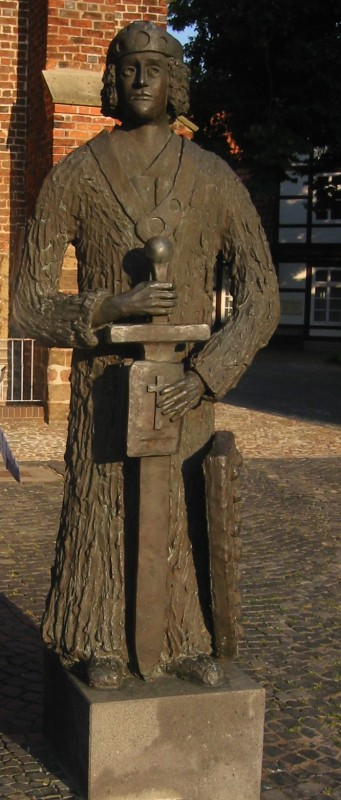
Modern Widukindstaty i Nienburg.

Widukind (Wittekind) var en av ledarna i saxarnas frihetskamp under Karl den store.
Widukind var en förnäm man ur westfalernas stam. Vilken roll han spelade under krigets tidigare skede (772–777), är ovisst. Efter riksdagen i Paderborn 777 framträder han i varje fall som ledare för motståndet mot Karl den store. Medan denne var sysselsatt på Pyreneiska halvön, eggade Widukind saxarna till nytt uppror; de frankiska länderna vid Rhen härjades. 
Återkommen, lyckades Karl ånyo slå ned motståndet (riksdagar 780, 782). För andra gången höjde Widukind upprorsfanan (782). Han nedgjorde vid berget Süntel en frankisk här, men måste därefter söka räddning undan Karls hämnd genom en flykt till Danmark, där han för övrigt redan vid ett tidigare tillfälle funnit skydd. Efter Karls segrar vid Detmold och Hase (783) var Saxlands öde i verkligheten avgjort. Widukind och flera av hans anhängare underkastade sig och mottog 785 dopet i Attigny. 
Widukinds hjältegestalt har omspunnits av en mångfald sägner. Hans öden efter underkastelsen är okända och inte ens hans dödsår är känt. Otto den store ledde genom sin mor, dotter till en westfalisk greve, sina anor tillbaka till Widukind.